# کروزیگک
کروزیگک (به آلمانی: Krosigk) یک منطقهٔ مسکونی در آلمان است که در پترسبرگ (زاکسونی)-آنهالت واقع شده‌است. کروزیگک ۸۷۴ نفر جمعیت دارد.